# Río Aconcagua
Der Río Aconcagua ist ein Fluss in Zentral-Chile in der Región de Valparaíso.
Der Río Aconcagua entsteht durch den Zusammenfluss der Flüsse Río Juncal und Río Blanco. Nach 15 km fließt der Río Colorado als Zulauf in den Fluss und einige Kilometer später der Río Putaendo. Im weiteren Verlauf speisen den Río Aconcagua noch einige kleinere Zuflüsse, wie der Río Limache.
Der Fluss mündet bei der Stadt Concón in den Pazifischen Ozean.
Das Tal des Río Aconcagua ist ein sehr wichtiges Agrargebiet mit Obst- und Weinanbau. Es ist ein beliebtes Touristenziel.

## Flussdaten
- Länge: 142 km
- Einzugsgebiet: 7200 km²

## Größere Städte in Flussnähe
- Los Andes
- San Felipe
- Hijuelas
- La Calera
- Quillota
- Concón